# Moritz von Steinsberg
Moritz von Steinsberg (9. února 1851 Krakov – 28. ledna 1933 Vídeň) byl rakousko-uherský generál. Jako absolvent vojenské akademie vstoupil do c. k. armády v roce 1870, sloužil u různých posádek jako štábní důstojník, uplatnil se také v diplomacii. V roce 1901 byl povýšen do šlechtického stavu, v armádě nakonec dosáhl druhé nejvyšší hodnosti polního zbrojmistra (1907), kariéru završil jako zemský velitel pro Halič a severní Moravu (velitel 1. armádního sboru 1907–1910). V roce 1910 byl penzionován a od té doby žil v soukromí. 

## Životopis
Narodil se do rodiny poštovního úředníka, studoval na Tereziánské vojenské akademii ve Vídeňském Novém Městě a do armády vstoupil v roce 1870 jako poručík u 30. pěšího pluku. V letech 1873–1875 si doplnil vzdělání na Válečné škole (K.u.k. Kriegschule) ve Vídni a v hodnosti nadporučíka byl přidělen k důstojnickému sboru generálního štábu. V roce 1877 byl povýšen na kapitána a v roce 1878 se zúčastnil okupace Bosny a Hercegoviny, poté jako štábní důstojník působil postupně u několika armádních sborů. V roce 1888 byl povýšen na majora a v letech 1888–1890 zastával funkci vojenského attaché v Bělehradě. V roce 1890 byl přeložen k pěšímu pluku č. 12 a jako plukovník (1892) byl šéfem štábu 9. armádního sboru v Josefově.
V roce 1897 byl povýšen na generálmajora a v letech 1897–1901 velel 23. jezdecké brigádě v Krakově. Od roku 1901 byl velitelem 27. pěší divize v Košicích a téhož roku dosáhl hodnosti polního podmaršála. Jako velitel 17. pěší divize byl v roce 1903 přeložen do Velkého Varadína, kde strávil dva roky, poté byl velitelem 29. pěší divize v Terezíně. V roce 1907 dosáhl hodnosti polního zbrojmistra a v letech 1907–1910 byl velitelem 1. armádního sboru v Krakově, respektive zemským velitelem pro západní Halič, Slezsko a severní Moravu, o rok později obdržel ještě identickou hodnost generála pěchoty (1908). V roce 1910 odešel do výslužby a od té doby žil v soukromí ve Vídni. 
Jeho mladší bratr Alfred Steinsberg (1862–1919) sloužil také v armádě, jako brigádní velitel se zúčastnil první světové války a v roce 1918 dosáhl hodnosti generálmajora. 

## Tituly a ocenění
V roce 1901 byl povýšen do šlechtického stavu s titulem rytíř (Ritter von Steinsberg). Jako velitel armádního sboru byl v roce 1907 jmenován c. k. tajným radou s nárokem na oslovení Excelence. Od roku 1907 byl čestným majitelem pěšího pluku č. 100 v Krakově. Během své vojenské služby obdržel několik vyznamenání, byl nositelem Řádu železné koruny I. a III. třídy, rytířem Leopoldova řádu, dále získal Vojenský záslužný kříž a Vojenskou záslužnou medaili. Během diplomatického působení v Srbsku získal Řád bílého orla IV. třídy a Řád Takova IV. třídy.